# Enrique Casas Vila

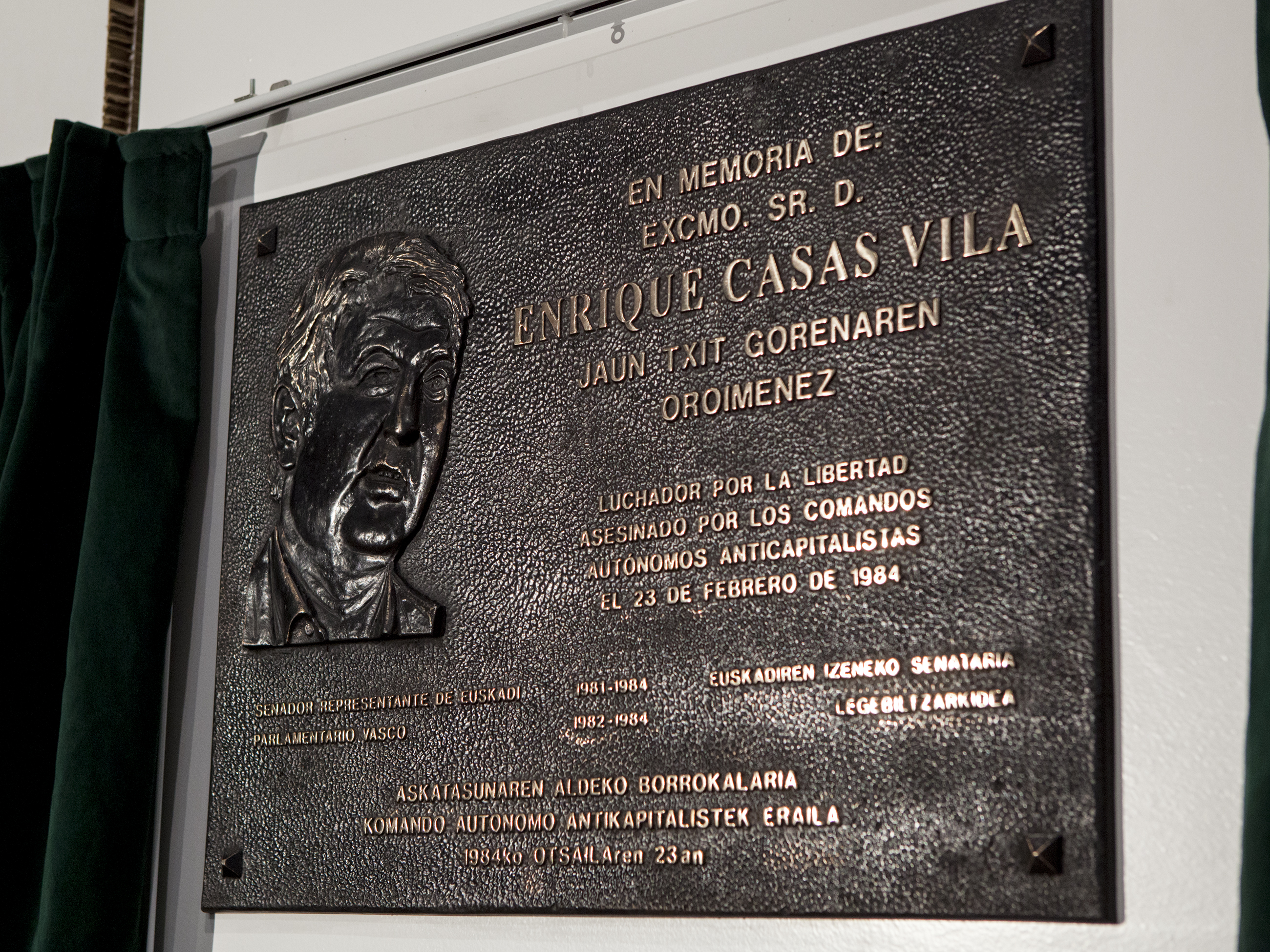
Placa en homenatge a Enrique Casas al Parlament Basc.

Enrique Casas Vila (Guadix, Granada, 9 d'octubre de 1943 - Sant Sebastià, Guipúscoa, 23 de febrer de 1984) va ser un físic i polític basc d'origen andalús pertanyent al Partit Socialista d'Euskadi. Estava casat amb Bárbara Dührkop Dührkop, militant socialista i diputada al Parlament Europeu

## Biografia
Llicenciat en Ciències Físiques per la Universitat d'Erlangen-Núremberg (Alemanya), Enrique Casas va ser militant del PSOE i de la UGT. Va ser escollit Secretari d'Organització del PSE-PSOE el 1977, i més tard Secretari General del PSE-PSOE de Guipúscoa el 1979.
Fou elegit diputat a les eleccions al Parlament Basc de 1980, qui el va designar senador per la Comunitat Autònoma del País Basc en la I Legislatura de la democràcia (30 de juny de 1981 - 31 d'agost de 1982) i en la II Legislatura, ja que va ocupar fins al moment de la seva mort.
Enrique Casas va ser assassinat a la porta de la seva casa el 23 de febrer de 1984, en el tercer aniversari del fallit cop d'estat del 23-F, per un comando terrorista dels Comandos Autònoms Anticapitalistes. Aquest grup el feia responsable de la repressió a l'esquerra abertzale per la seva condició de portaveu del govern espanyol en la Junta de Seguretat del País Basc. L'assassinat, comès tres dies abans de les eleccions al Parlament Basc, provocà una forta convulsió política. El dirigent d'Herri Batasuna Iñaki Esnaola criticà durament l'atemptat.
Com a responsable del seu assassinats foren detinguts un mes després Rosa María Jimeno, empleada de l'ajuntament d'Orio, i José Luis Merino Quijano, l'únic supervivent del controvertit tiroteig de Passatges en què van morir quatre membres dels CAA víctimes d'una emboscada premeditada de la Policia. El considerat autors dels trets, Pablo Pego Gude Antxon el Grande, va morir en un enfrontament amb la policia l'agost de 1984. El 1985 José Luis Merino Quijano fou condemnat per l'Audiència Nacional a 53 anys de presó. Fou alliberat el 2001 sota el govern de José María Aznar i sent ministre d'interior Ángel Acebes.
El 1995, en els judicis celebrats pel cas Marey, Ricardo García Damborenea el va acusar de ser un dels creadors dels Grups Antiterroristes d'Alliberament (GAL), bé que sense aportar cap prova.